# Mark Taylor (hoornist)
Mark Taylor (Chattanooga (Tennessee), 1961) is een Amerikaanse jazzmuzikant (Franse hoorn, piano), componist en producent van de modern creative.

## Biografie
Mark Taylor begon op 6-jarige leeftijd piano te spelen, zong in het jongenskoor, wisselde op 9-jarige leeftijd naar de klarinet en uiteindelijk als jeugdige naar de hoorn. Hij studeerde muziek aan de University of Tennessee in Knoxville (Tennessee). Daar kwam hij in aanraking met de jazz en de muziek van Julius Watkins. Hij vervolgde zijn studies bij Jerry Coker en rondde in 1986 zijn studie af.
Vervolgens had hij onderricht bij Dave Holland en George Russell aan het New England Conservatory of Music in Boston, waarna hij verhuisde naar New York, waar hij sindsdien overwegend werkte als studio- en sessiemuzikant met o.a. Max Roach, Henry Threadgill (Very Very Circus, Live at Koncepts, 1991), Muhal Richard Abrams (Blu Blu Blu, 1990), met Orange Then Blue (1988), het Jazz Composers Alliance Orchestra (1992) en Alan Silvas Sound of Vision Orchestra (1999), maar ook met popartiesten als BeBe Winans en Michael Bolton. Hij bracht de twee albums Quiet Land bij Mapleshade Records en Circle Squared uit onder zijn eigen naam bij zijn eigen label Taymons. In 2012 werkte hij als pianist met zijn band Secret Identity, waartoe Darius Jones, Ken Filiano en Michael Thompson behoorden.
Mark Taylor was werkzaam als componist voor verschillende theater- en dansproducties en voor soundtracks voor de documentaire films A String of Pearls en 9/11: The Forgotten Underdogs. Voor het Brooklyn Repertory Ensemble schreef hij een reeks transcripties van de muziek van de ragtime-orkestleider James Reese Europe (369th 'Harlem Hellfighters')

## Discografie
- 1997: Quiet Land (Mapleshade Records)
- 2002: Circle Squared (Taymons)
- 2009: Positive Catastrophe Garabatos Volume One (Cuneiform Records met Abraham Gomez-Delgado, Keith Witty, Michael Attias, Jen Shyu, Tomas Fujiwara, Matt Bauder, Pete Fitzpatrick, Reut Regev, Taylor Ho Bynum)